# Барселуш (парафія)
Барселуш (порт. Barcelos; МФА: [baɾ.ˈse.ɫuʃ]) — парафія в Португалії, у муніципалітеті Барселуш. Розташована в північно-західній частині країни, на теренах історичної португальської провінції Дору-Міню. Входить до складу округу Брага. За адміністративним поділом, чинним до 1976 року, терени парафії були складовою провінції Міню. Належить до Бразької архідіоцезії Католицької церкви. Патрон — Діва Марія. Площа — 1,3012 км². Населення — 4660 ос. (2011). Середньо урбанізований регіон. Густота населення — 3581,31 осіб/км²
. Код — 030214.

## Населення
| Кількість мешканців | Кількість мешканців | Кількість мешканців | Кількість мешканців | Кількість мешканців | Кількість мешканців | Кількість мешканців | Кількість мешканців | Кількість мешканців | Кількість мешканців | Кількість мешканців | Кількість мешканців | Кількість мешканців | Кількість мешканців | Кількість мешканців |
| ------------------- | ------------------- | ------------------- | ------------------- | ------------------- | ------------------- | ------------------- | ------------------- | ------------------- | ------------------- | ------------------- | ------------------- | ------------------- | ------------------- | ------------------- |
| 1864                | 1878                | 1890                | 1900                | 1911                | 1920                | 1930                | 1940                | 1950                | 1960                | 1970                | 1981                | 1991                | 2001                | 2011                |
| 2 639               | 3 062               | 3 312               | 3 483               | 3 626               | 3 734               | 4 042               | 4 780               | 4 718               | 5 420               | 4 084               | 3 807               | 4 371               | 5 213               | 4 660               |